# Кучурганське водосховище

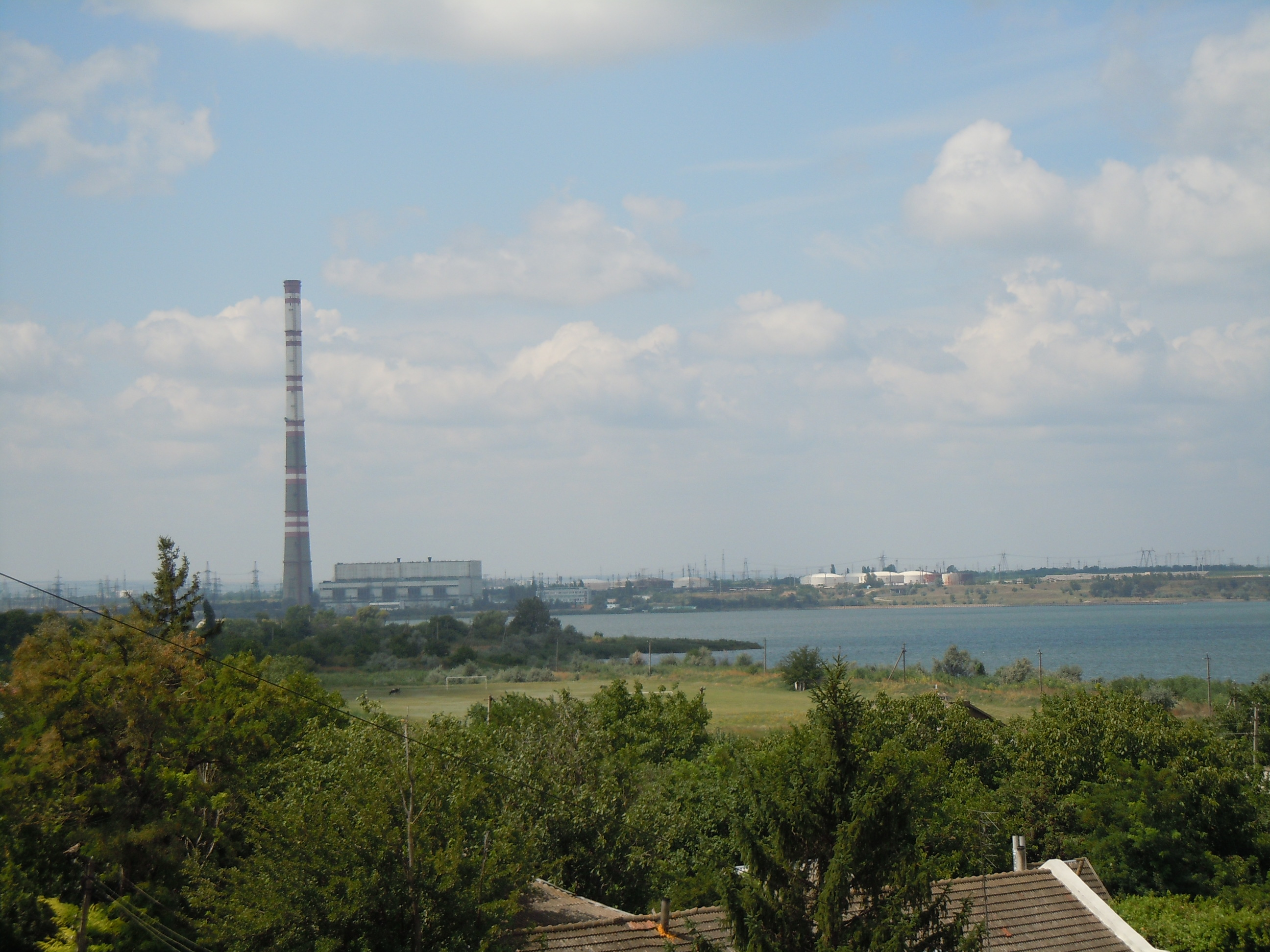
Вид на Молдавську (Кучурганську) ДРЕС

Кучурганське водосховище (Кучурганський лиман) — водосховище на річці Кучурган. Розташоване на кордоні Придністров'я (Молдова) і Одеської області (Україна).
На березі лиману, з молдовської сторони в 1965 р. збудована електростанція — Молдавська (Кучурганська) ДРЕС, що використовує водоймище як охолоджувач і є джерелом забруднення водойми.

## Гідрографія
Водоймище має довжину з півночі на південь близько 17 км. Ширина в північній частині — 1,5 км, в південній — близько 3 км. Середня глибина лиману — 3,5 м, максимальна (в південній частині) — 4,2 м. Площа лиману — 2730 га. Об'єм води у водоймищі — 78 млн м³ (за станом на 1990 р.).
Води водосховища поповнюються завдяки водам річки Кучурган, а також водами Дністра через його рукав — р. Турунчук.